# Ultimo
Ultimo, németül: Ulten, település Olaszországban, Bolzano autonóm megyében. Lakosainak száma 2880 fő (2023. január 1.). Ultimo Laces, Lauregno, Naturno, Proves, Rumo, San Pancrazio, Bresimo, Castelbello–Ciardes, Martello és Rabbi községekkel határos.

## Népesség
A település népességének változása:
| Lakosok száma | 2860 | 2871 | 2880 |
|               | 2017 | 2018 | 2023 |